# Limnophilella
Limnophilella is een muggengeslacht uit de familie van de steltmuggen (Limoniidae).

## Soorten
- L. delicatula (Hutton, 1900)
- L. diversipes (Alexander, 1921)
- L. epiphragmoides (Alexander, 1913)
- L. inquieta (Alexander, 1943)
- L. mantissa (Alexander, 1966)
- L. multipicta (Alexander, 1939)
- L. patagonica Alexander, 1928
- L. schunkeana (Alexander, 1948)
- L. serotina (Alexander, 1922)
- L. subvictor (Alexander, 1948)
- L. victor (Alexander, 1919)